# Rusk County, Wisconsin
Rusk County är ett administrativt område i delstaten Wisconsin, USA, med 14 755 invånare. Den administrativa huvudorten (county seat) är Ladysmith. Countyt har fått sitt namn efter politikern Jeremiah McLain Rusk.

## Geografi
Enligt United States Census Bureau har countyt en total area på 2 411 km². 2 365 km² av den arean är land och 46 km² är vatten.

### Angränsande countyn
- Sawyer County - norr
- Price County - öster
- Taylor County - sydost
- Chippewa County - söder
- Barron County - väster
- Washburn County - nordväst